# Кучебищ
Кучебищ (Кучебжа) — река в России, протекает во Владимирской области. Устье реки находится в 23 км по левому берегу реки Вольга. Длина реки составляет 16 км, площадь водосборного бассейна — 49,7 км².

## Данные водного реестра
По данным государственного водного реестра России относится к Окскому бассейновому округу, водохозяйственный участок реки — Клязьма от города Орехово-Зуево до города Владимир, речной подбассейн реки — бассейны притоков Оки от Мокши до впадения в Волгу. Речной бассейн реки — Ока.
Код объекта в государственном водном реестре — 09010300712110000031726.